# Warning from Stardust
Warning from Stardust is het negende studioalbum van Japanse heavymetalband Bow Wow.
Het werd op lp uitgebracht in 1982, door het Japanse platenlabel "VAP". In Europa werd het uitgebracht via "Heavy Metal World". De cd-heruitgave (gelimiteerd) is voor het eerst verschenen op 21 december 2000. De 24-bits digitale audio remastering is gedaan door zanger-gitarist Kyoji Yamamoto.

## Line-up
- Kyoji Yamamoto - (lead)gitaar/zang
- Mitsuhiro Saito - gitaar/zang
- Kenji Sano - basgitaar/achtergrondzang
- Toshihiro Niimi - drums/achtergrondzang

## Tracklist
1. You're Mine - 03:17
2. Jets - 02:58
3. Clean Machine - 04:39
4. Can't Get Back to You - 03:36
5. Heels of the Wind - 04:49
6. Poor Man's Eden - 04:09
7. 20th Century Child - 04:45
8. Abnormal Weather - 03:45
9. Welcome to the Monster City - 03:26
10. Break Out the Trick - 03:20
11. Warning from Stardust - 04:24